# راس الاشعوب (مذيخرة)

تعديل مصدري - تعديل

راس الاشعوب محلة تابعة لقرية الشرقي، التابعة لعزلة الاشعوب بمديرية مذيخرة إحدى مديريات محافظة إب في الجمهورية اليمنية، بلغ تعداد سكانها 191 حسب تعداد اليمن لعام 2004.